# Operación Zipper
Durante la Segunda Guerra Mundial, la Operación Zipper fue un plan británico para capturar Port Swettenham o Port Dickson, en Malasia, como áreas de preparación para la reconquista de Singapur en la Operación Mailfist. Sin embargo, debido al final de la guerra en el Pacífico, nunca se ejecutó por completo. Algunos de los desembarcos propuestos en Penang se llevaron a cabo según lo planeado para investigar las intenciones japonesas, sin encontrar resistencia. El engaño planeado para este ataque se llamó Operación Slippery, mientras que un pequeño equipo de la Dirección de Operaciones Especiales dirigido por Tun Ibrahim Ismail que aterrizó en octubre de 1944 logró convencer a los japoneses de que los desembarcos debían estar en el Istmo de Kra, a 1050 km Al norte.
Las operaciones Jurist y Tiderace se pusieron en acción después de la rendición de Japón, con el objetivo de liberar directamente a Penang y Singapur, respectivamente, seguidos de desembarcos anfibios más pequeños en la costa de Selangor y Negeri Sembilan. Dos flotas aliadas zarparon de Rangún, con la 11.ª Task Force de la Armada Real se dirigió a Penang bajo la Operación Jurist, mientras que la flota británica y francesa más grande navegó hacia Singapur bajo la Operación Tiderace. La liberación anterior de Penang tenía la intención de poner a prueba las intenciones japonesas como preludio a la eventual recuperación de Singapur y el resto de Malasia.
La guarnición japonesa en Penang se rindió el 2 de septiembre y los Marines Reales recuperaron la isla de Penang al día siguiente. Mientras tanto, la flota aliada llegó a Singapur el 4 de septiembre y aceptó la rendición de las fuerzas japonesas estacionadas en la isla. El 12 de septiembre se celebró una ceremonia formal de rendición en el centro de Singapur.
El 9 de septiembre, las tropas de la 25 División India fueron desembarcadas en Selangor y Negeri Sembilan, capturando Port Dickson. Después de algunos retrasos, las fuerzas de la Commonwealth llegaron a Kuala Lumpur el 12 de septiembre.